# Чемпионат России по настольному хоккею
Открытый чемпионат России по настольному хоккею —  ежегодное спортивное соревнование, проводимое «Российской федерацией настольного хоккея» с целью определения сильнейшего игрока страны. Разыгрывается в личном и командном зачёте. Соревнования проходят в открытом формате, то есть к участию допускаются все желающие игроки вне зависимости от возраста, пола и гражданства.
Все матчи чемпионата России проходят на столах фирмы Stiga.

## История

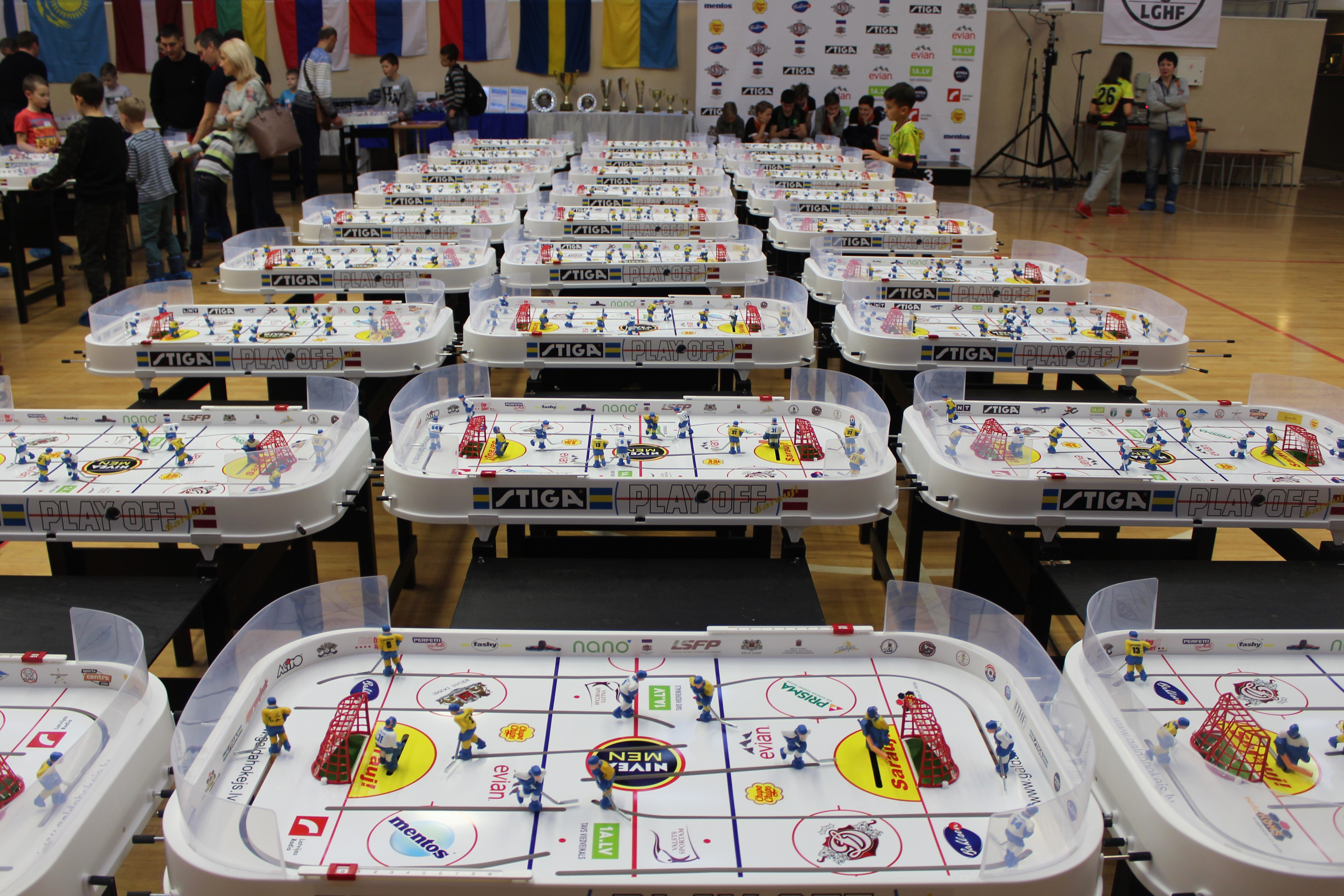
«поляны» для игры в настольный хоккей аналогичные тем, что используются для проведения чемпионата России

До начала 2000-х годов настольный хоккей как вида спорта в России фактически отсутствовал. Несмотря на это, отдельные игроки из России могли принимать участие в зарубежных турнирах. Так, одним из участников первого чемпионата Европы в 1990 году был российский (советский) спортивный журналист Игорь Куперман.
Важным событием в становлении российского настольного хоккея стал Чемпионат мира по хоккею с шайбой 2000 года, проходивший в Санкт-Петербурге. В рамках чемпионата состоялся розыгрыш Škoda cup — турнира по настольному хоккею среди спортивных журналистов. Из участников этого турнира осенью того же года была сформирована первая настольно-хоккейная команда «Консерватория», а с января по апрель 2001 года в Санкт-Петербурге была разыграна так называемая «бизнес-лига». В том же году впервые была сформирована сборная России по настольному хоккею для участия в чемпионате мира в городе Пльзень, Чехия. 16 июня, вскоре после возвращения российских игроков с чемпионата мира, в ресторане «Монреаль Канадиенс» в Санкт-Петербурге состоялся розыгрыш первого командного чемпионата России. Участие в нём принимали 10 команд, включая две московские и одну челябинскую. Победителем стала команда «ДОЗ-2».
Ключевую роль на ранних этапах развития настольного хоккея сыграл журналист и большой любитель игры Михаил Марголис. По собственному признанию, играть в настольный хоккей Михаил начинал ещё в 1980-х годах на советских моделях. В 1995 году в Швеции он познакомился с одним из ведущих местных игроков Йёраном Агдуром, который согласился дать ему несколько уроков игры на столах производства Stiga. В 2001 году в Москве Марголис стал организатором первых регулярных турниров — Открытого Кубка Москвы и чемпионата Москвы. Вскоре он стал первым президентом «Российской федерации настольного хоккея» и наладил сотрудничество с сетью магазинов «Спортмастер».
Первый чемпионат России в индивидуальном зачёте был проведён в сезоне 2002/03 и состоял из 6 этапов, проходивших в Москве с сентября по февраль. Первый этап чемпионата России состоялся 29 сентября на стадионе «Клуб Здоровье» в Измайлово. Его участниками были 50 человек из разных городов России, а также по одному игроку из Беларуси и Латвии. Победителем 1-го этапа стал более опытный представитель Латвии Райвис Стернатс, победивший в финале Александра Кукушкина (4:1). Стернатс — единственный иностранный игрок, принявший участие во всех шести этапах чемпионата, однако по итогам сезона по сумме набранных очков он занял второе место, пропустив вперёд москвича Алексея Захарова. Бронзовым призёром первого чемпионата стал другой представитель Москвы — Алексей Шастов.
Абсолютным лидером настольного хоккея тех лет был Алексей Захаров, становившийся чемпионом России 7 раз подряд и впервые уступивший чемпионство лишь в сезоне 2009/10, победителем которого стал его младший брат Иван. Сезон 2009/10 примечателен также тем, что часть этапов впервые была сыграна за пределами столицы: по одному турниру приняли у себя Череповец и Санкт-Петербург. Начиная с сезона 2012/13 количество этапов было сокращено до 5. В таком формате чемпионат просуществовал до окончания сезона 2022/23. Наиболее титулованным игроком в период с 2002 по 2023 год является петербуржец Максим Борисов. На его счету 31 выигранный этап чемпионата России и 7 чемпионских титулов.
Начиная с 2024 года чемпионат России проводится одним днём без разделения на этапы. Первый чемпионат России по новым правилам состоялся 13 апреля 2024 года в гостинице «Охтинская» в Санкт-Петербурге. Его победителем стал Янис Галузо.

## Результаты
| Сезон     | Золото                    | Серебро                        | Бронза                        |
| --------- | ------------------------- | ------------------------------ | ----------------------------- |
| 2002/2003 | Алексей Захаров 241 очко  | Райвис Стернатс 233 очка       | Алексей Шастов 228 очков      |
| 2003/2004 | Алексей Захаров 247 очков | Иван Захаров 234 очка          | Алексей Шастов 233 очка       |
| 2004/2005 | Алексей Захаров 250 очков | Иван Захаров 234 очка          | Дмитрий Петров 223 очка       |
| 2005/2006 | Алексей Захаров 340 очков | Янис Галузо 322 очка           | Иван Захаров 316 очков        |
| 2006/2007 | Алексей Захаров 350 очков | Янис Галузо 321 очко           | Иван Захаров 312 очков        |
| 2007/2008 | Алексей Захаров 337 очка  | Иван Захаров 327 очка          | Янис Галузо 327 очка          |
| 2008/2009 | Алексей Захаров 470 очка  | Иван Захаров 440 очка          | Янис Галузо 406 очка          |
| 2009/2010 | Иван Захаров 662 очка     | Янис Галузо 657 очков          | Алексей Захаров 655 очков     |
| 2010/2011 | Янис Галузо 557 очков     | Олег Дмитриченко 530 очков     | Иван Захаров 523 очка         |
| 2011/2012 | Максим Борисов 550 очков  | Андрей Воскобойников 485 очков | Олег Дмитриченко 470 очков    |
| 2012/2013 | Максим Борисов 460 очков  | Алексей Захаров 421 очко       | Иван Захаров 412 очков        |
| 2013/2014 | Максим Борисов 460 очков  | Александр Милорадов 407 очков  | Дмитрий Кошман 405 очков      |
| 2014/2015 | Максим Борисов 449 очков  | Алексей Захаров 415 очков      | Андрей Воскобойников 391 очко |
| 2015/2016 | Максим Борисов 460 очков  | Вениамин Герасимов 433 очка    | Дмитрий Кошман 399 очков      |
| 2016/2017 | Максим Борисов 460 очков  | Вениамин Герасимов 417 очка    | Никита Жолобов 410 очков      |
| 2017/2018 | Максим Борисов 454 очков  | Вениамин Герасимов 448 очка    | Сергей Иванов 398 очков       |
| 2018/2019 | Никита Жолобов 448 очков  | Максим Борисов 438 очков       | Денис Матвеев 426 очков       |
| 2019/2020 | Денис Матвеев 460 очков   | / Алексей Титов 406 очков      | Артём Блинов 396 очков        |
| 2020/2021 | Денис Матвеев 460 очков   | / Алексей Титов 432 очка       | / Александр Галкин 388 очков  |
| 2021/2022 | Денис Матвеев 443 очка    | Эмиль Мумджи 409 очков         | Дмитрий Петров 400 очков      |
| 2022/2023 | Эмиль Мумджи 454 очка     | Антон Руненков 397 очков       | Дмитрий Петров 390 очков      |
| 2024      | Янис Галузо               | Павел Фёдоров                  | Максим Борисов                |
| 2025      | Денис Матвеев             | Артём Блинов                   | Капитолина Семагина           |

## Результаты командных соревнований
| Сезон         | Золото | Серебро | Бронза |
| ------------- | --- | --- | --- |
| 2001          | ДОЗ-2 состав - Александр Скобеев - Дмитрий Копылов - Артур Мартынов - Михаил Мартынов                                                        | Монреаль Канадиенс состав - Игорь Чернов - Андрей Филатов - Валерий Фурса - Алексей Чернов                                                                       | Теллур состав - Константин Фоменко - Игорь Леушин - Валерий Прохоров - Сергей Семёнов - Дмитрий Леушин - Арсен Арутюнян                                 |
| 2002          | Столица-Спортмастер состав - Михаил Марголис - Антон Гладкобородов - Александр Косырев - Алексей Шастов                                      | ДОЗ-2 состав - Александр Скобеев - Сергей Гришин - Артур Мартынов - Михаил Мартынов - Вячеслав Сотник                                                            | Консерватория состав - Александр Минченко - Арсен Арутюнян - Дмитрий Леушин - Игорь Леушин - Алексей Чернов                                             |
| 2003          | Бранд-Спортмастер состав - Алексей Захаров - Иван Захаров - Александр Милорадов - Дмитрий Сапожников                                         | Дизель состав - Александр Кукушкин - Алексей Кукушкин - Михаил Марголис - Дмитрий Петров                                                                         | Dream Team 2 состав - Алексей Титов - Михаил Мартынов - Алексей Чернов - Алексей Шастов                                                                 |
| 2004          | Альфа-Тактика состав - Алексей Титов - Антон Гладкобородов - Станислав Лутай - Андрей Поляков - Алексей Шастов                               | Багира-Бранд состав - Алексей Захаров - Иван Захаров - Игорь Кашенцев - Александр Милорадов - Дмитрий Сапожников                                                 | Альянс-Спортмастер состав - Александр Зайцев - Янис Галузо - Алексей Рымаренко - Александр Косырев                                                      |
| 2005          | Багира-Бранд состав - Алексей Захаров - Иван Захаров - Игорь Кашенцев - Александр Милорадов - Дмитрий Сапожников                             | Альфа-Тактика состав - Алексей Титов - Антон Гладкобородов - Станислав Лутай - Андрей Поляков - Алексей Шастов                                                   | Альянс-Спортмастер состав - Александр Зайцев - Янис Галузо - Алексей Рымаренко - Александр Косырев                                                      |
| 2006          | Альянс-Спортмастер состав - Александр Зайцев - Янис Галузо - Алексей Рымаренко - Александр Косырев - Даниель Валлен                          | Багира состав - Алексей Захаров - Иван Захаров - Игорь Кашенцев - Александр Милорадов - Дмитрий Сапожников                                                       | Альфа-Тактика состав - Алексей Титов - Антон Гладкобородов - Станислав Лутай - Андрей Поляков                                                           |
| 2007          | Альянс-Спортмастер состав - Александр Зайцев - Янис Галузо - Алексей Рымаренко - Александр Косырев                                           | Дизель состав - Михаил Марголис - Владимир Егоров - Михаил Михин - Дмитрий Петров                                                                                | Пирамида состав - Алексия Белавина - Андрей Воскобойников - Антон Легков - Павел Шадрин                                                                 |
| 2008          | Багира состав - Алексей Захаров - Иван Захаров - Игорь Кашенцев - Александр Милорадов - Степан Короткий                                      | Пирамида состав - Андрей Воскобойников - Алексия Белавина - Антон Легков - Павел Шадрин                                                                          | Альянс-Спортмастер состав - Александр Зайцев - Янис Галузо - Алексей Рымаренко - Александр Косырев - Александр Жулябин                                  |
| 2009          | Багира состав - Алексей Захаров - Иван Захаров - Игорь Кашенцев - Александр Милорадов - Степан Короткий                                      | Пирамида состав - Андрей Воскобойников - Янис Галузо - Олег Дмитриченко - Антон Легков - Павел Шадрин                                                            | Альянс-Спортмастер состав - Александр Зайцев - Дмитрий Кошман - Ян Зарипов - Александр Косырев - Александр Жулябин                                      |
| 2010          | не проводился | не проводился | не проводился |
| 2011          | Пирамида состав - Андрей Воскобойников - Янис Галузо - Олег Дмитриченко - Антон Легков - Павел Шадрин                                        | Багира состав - Алексей Захаров - Иван Захаров - Игорь Кашенцев - Александр Милорадов - Степан Короткий                                                          | Питер состав - Алексей Чернов - Антон Киселёв - Алексей Титов - Мария Ялбачева - Магнус Альберг                                                         |
| 2012          | Багира состав - Алексей Захаров - Иван Захаров - Дмитрий Кошман - Александр Милорадов - Степан Короткий                                      | Северное Сияние состав - Антон Федосеев - Максим Борисов - Павел Городницкий - Олег Ортинов - Герман Фокин                                                       | Галактика состав - Алексей Чернов - Олег Дмитриченко - Алексей Титов - Антон Киселёв - Игорь Маслобоев                                                  |
| 2013          | Багира состав - Алексей Захаров - Иван Захаров - Игорь Кашенцев - Дмитрий Кошман - Александр Милорадов - Степан Короткий                     | АИИ Цитрус-Арт состав - Александр Минченко - Алексей Чернов - Олег Дмитриченко - Андрей Воскобойников - Антон Киселёв - Игорь Маслобоев                          | Северное Сияние состав - Антон Федосеев - Максим Борисов - Павел Городницкий - Олег Ортинов - Герман Фокин - Кирилл Сторчак                             |
| 2014          | Легион состав - Олег Ортинов - Максим Борисов - Герман Фокин - Михаил Шашков - Артём Валиев - Владимир Смирнов                               | Багира состав - Алексей Захаров - Иван Захаров - Игорь Кашенцев - Дмитрий Кошман - Александр Милорадов - Степан Короткий                                         | Северное Сияние состав - Антон Федосеев - Кирилл Сторчак - Павел Городницкий - Виктория Ларичева - Янис Галузо - Марк Городницкий                       |
| 2015          | Багира состав - Алексей Захаров - Игорь Кашенцев - Дмитрий Кошман - Александр Милорадов - Степан Короткий                                    | Stiga Elites состав - Петр Тмей - Ладислав Тмей - Патрик Петр - Дмитрий Соловьёв                                                                                 | Легион состав - Олег Ортинов - Максим Борисов - Герман Фокин - Михаил Шашков - Артём Валиев - Владимир Смирнов                                          |
| 2016          | Легион состав - Олег Ортинов - Максим Борисов - Герман Фокин - Михаил Шашков - Артём Валиев - Владимир Смирнов                               | Багира состав - Алексей Захаров - Иван Захаров - Игорь Кашенцев - Дмитрий Кошман - Александр Милорадов - Степан Короткий                                         | Северное Сияние состав - Антон Федосеев - Кирилл Сторчак - Павел Городницкий - Андрей Воскобойников - Антон Легков                                      |
| 2017          | Жук в Муравейнике состав - Антон Федосеев - Янис Галузо - Андрей Воскобойников - Павел Городницкий - Алекс Бёрн - Марк Городницкий           | Багира состав - Алексей Захаров - Иван Захаров - Игорь Кашенцев - Дмитрий Кошман - Александр Милорадов - Степан Короткий                                         | Легион состав - Олег Ортинов - Максим Борисов - Герман Фокин - Михаил Шашков - Артём Валиев - Владимир Смирнов                                          |
| 2018          | Торос состав - Арсений Столяров - Вениамин Герасимов - Никита Жолобов - Дмитрий Петров - Юрий Простаков - Глеб Васильев                      | Багира состав - Алексей Захаров - Иван Захаров - Игорь Кашенцев - Дмитрий Кошман - Александр Милорадов - Степан Короткий - Евгений Цюпко                         | Лiсовi Хащi состав - Михаил Спиваковский - Дмитрий Мармалюк (Литвинюк) - Антон Уманский - Евгений Матанцев - Сергей Саммаль - Владислав Семенчук        |
| 2019          | Куропатки состав - Денис Матвеев - Сергей Иванов - Андрей Чаплыгин - Дмитрий Набасов - Максим Старков - Алексей Артюхов - Антон Артюхов      | Торос состав - Арсений Столяров - Вениамин Герасимов - Никита Жолобов - Дмитрий Петров - Юрий Простаков - Антон Руненков - Александр Галкин                      | Легион-NiKi состав - Олег Ортинов - Максим Борисов - Янис Галузо - Евгений Львов - Владимир Смирнов - Евгений Соловьёв                                  |
| 2020          | Легион-NiKi состав - Олег Ортинов - Максим Борисов - Янис Галузо - Дмитрий Малыгин - Павел Городницкий - Владимир Смирнов - Евгений Соловьёв | Торос состав - Глеб Васильев - Вениамин Герасимов - Никита Жолобов - Алексей Захаров - Иван Захаров - Дмитрий Петров                                             | Куропатки состав - Денис Матвеев - Сергей Иванов - Андрей Чаплыгин - Алексей Артюхов - Владимир Киселёв                                                 |
| 2021          | Легион-NiKi состав - Олег Ортинов - Максим Борисов - Янис Галузо - Дмитрий Малыгин - Владимир Смирнов - Евгений Соловьёв                     | Куропатки состав - Денис Матвеев - Сергей Иванов - Андрей Чаплыгин - Алексей Артюхов - Максим Старков - Владимир Киселёв                                         | Северное Сияние состав - Кирилл Сторчак - Никита Павлов - Михаил Шашков - Георгий Левашёв - Алекс Бёрн                                                  |
| 2022          | Торос состав - Дмитрий Петров - Вениамин Герасимов - Никита Жолобов - Александр Милорадов - Эмиль Мумджи                                     | Куропатки состав - Денис Матвеев - Сергей Иванов - Андрей Чаплыгин - Алексей Артюхов - Владимир Киселёв - Максим Старков - Дмитрий Набасов - Капитолина Семагина | Ленинградец состав - Янис Галузо - Антон Киселёв - Алексей Чернов - Егор Зайцев - Станислав Лутай - Константин Ситников - Павел Фёдоров - Игорь Шеляков |
| 2023 (март)   | Торос состав - Дмитрий Петров - Вениамин Герасимов - Александр Милорадов - Эмиль Мумджи - Глеб Васильев                                      | Reutov Rockets состав - Владислав Момат - Станислав Капсамун - Сергей Короткий - Сергей Пугачёв - Алексей Захаров - Иван Захаров                                 | Мегаполис состав - Семён Битюков - Артём Блинов - Александр Галкин - Дарья Обухова - Антон Руненков - Никита Тихомиров                                  |
| 2023 (ноябрь) | Торос состав - Дмитрий Петров - Вениамин Герасимов - Александр Милорадов - Эмиль Мумджи - Глеб Васильев - Константин Барабаш                 | Ленинградец состав - Янис Галузо - Павел Фёдоров - Артём Бушуев - Алексей Чернов - Игорь Шеляков                                                                 | Северное Сияние состав - Кирилл Сторчак - Никита Павлов - Михаил Шашков - Михаил Гончарук - Алекс Бёрн                                                  |
| 2024          | Дьяволята состав - Максим Борисов - Денис Матвеев - Антон Федосеев - Дмитрий Малыгин - Никита Борисов - Владимир Смирнов                     | Ленинградец состав - Янис Галузо - Павел Фёдоров Никита Павлов - Артём Бушуев - Алексей Чернов - Игорь Шеляков - Иван Алексеев                                   | Мегаполис состав - Семён Битюков - Артём Блинов - Александр Галкин - Антон Руненков - Никита Тихомиров                                                  |